# Nycterosea baccata
Nycterosea baccata är en fjärilsart som beskrevs av Achille Guenée 1858. Nycterosea baccata ingår i släktet Nycterosea och familjen mätare. Inga underarter finns listade i Catalogue of Life.